# Hippasa australis
Hippasa australis là một loài nhện trong họ Lycosidae.
Loài này thuộc chi Hippasa. Hippasa australis được George Newbold Lawrence miêu tả năm 1927.